# Guido Frei (Radsportler)
Guido Frei (* 15. Mai 1953 in Ehrendingen) ist ein ehemaliger Schweizer Radrennfahrer.

## Sportliche Laufbahn
Frei war Strassenradsportler und als Amateur Mitglied der Schweizer Nationalmannschaft. 1977 bestritt er die Tour of Scotland (19. Gesamtrang).
1977 wurde er Berufsfahrer im Radsportteam Willora und blieb bis 1988 als Radprofi aktiv. 1981 gewann er die Leimentalrundfahrt vor Urs Zimmermann und kam in der Kaistenberg-Rundfahrt auf den dritten Platz.
Im Giro d’Italia 1979 wurde er 86. des Endklassements. In der Vuelta a España 1982 wurde er 72. Die Tour de Suisse fuhr er zehnmal. Der 38. Rang 1984 war sein bestes Ergebnis. Bei den UCI-Strassen-Weltmeisterschaften 1981 wurde er 52.